# Aboyne
Aboyne, en gaélique écossais : Abèidh, est un village d'Écosse, situé dans les Highlands en Aberdeenshire, à proximité du fleuve Dee, à environ 42 km à l'Ouest d'Aberdeen.
La localité est habitée dès 1671, date de l'aile ouest du château d'Aboyne (en).